# Jan Borysławski (zm. 1655)
Jan Borysławski  herbu Sas (zm. w 1655 roku) – wojski halicki w 1653 roku.
Poseł na sejm zwyczajny 1654 roku.